# Oratorio dei Disciplinanti (Cosseria)
L'oratorio dei Disciplinanti è un luogo di culto cattolico situato nella località di Chiesa, nel comune di Cosseria, in provincia di Savona. L'edificio si trova nelle vicinanze della chiesa parrocchiale dell'Immacolata Concezione.

## Storia e descrizione
La costruzione del luogo di culto avvenne nel 1610, così come riportato in un'iscrizione latina sulla porta dell'edificio, per volere della locale confraternita dei Disciplinanti. Nel 1648 venne aggiunto il porticato.
Tipicità dell'oratorio è il campanile, di forma triangolare, che fu innalzato nel 1891; quest'ultimo fu sottoposto ad un intervento conservativo nel 2005 grazie a fondi pubblici e privati.